# Beira Nova

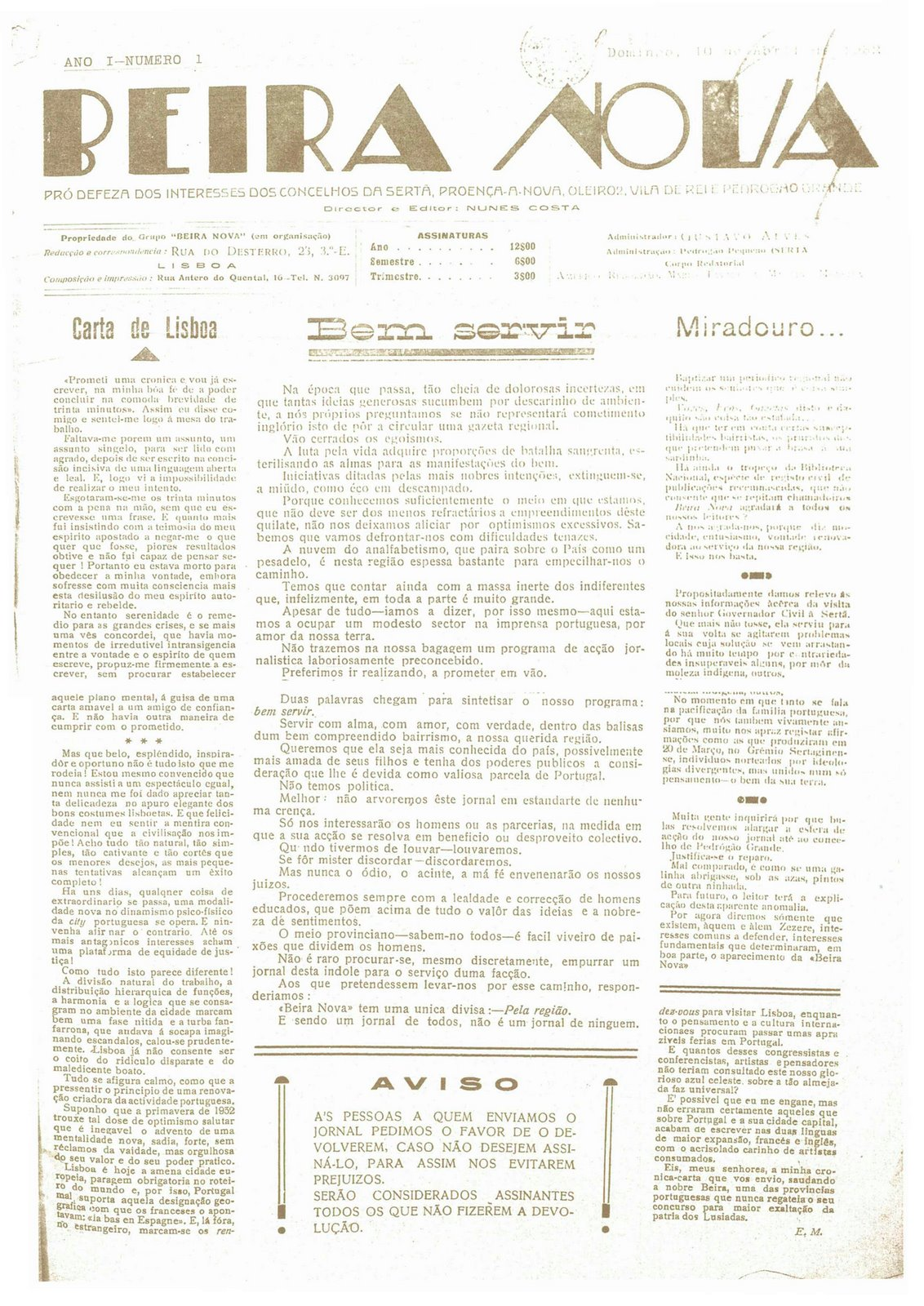
Primeiro número da Beira Nova.

O semanário quinzenal Beira Nova começou a ser publicado nos dia 10 de Abril de 1932. Publicava-se aos domingos. O jornal propunha-se defender os interesses dos concelhos da Sertã, Proença-a-Nova, Oleiros, Vila de Rei e Pedrógão Grande. O director e editor era Nunes Costa. O administrador era Gustavo Alves, de Pedrógão Pequeno. 
Não se sabe qual foi o tempo de vida deste semanário. Não é certo que tenha ultrapassado as seis semanas de vida.